# Bracon guttiger
Bracon guttiger är en stekelart som först beskrevs av Wesmael 1838.  Bracon guttiger ingår i släktet Bracon och familjen bracksteklar. Arten är reproducerande i Sverige. Utöver nominatformen finns också underarten B. g. fasciatus.